# Riapołowscy
Riapołowscy – książęca i bojarska rodzina będąca gałęzią Rurykowiczów. Protoplastą Riapołowskich był Iwan Kasza (zm. 1247) - ósmy syn księcia Wsiewołoda Wielkie Gniazdo. Jego prawnukiem był Andrzej Fiodorowicz, książę Starodubski (zm. 1395). Riapołowo, od którego bierze swoją nazwę ród, to wieś nad rzeką Ungarą, lewym dopływem Tezy, na płn.-wsch. od Staroduba. Księstwo Riapołowskie wydzieliło się z księstwa Starodubskiego pod koniec XIV wieku i dostało się w posiadanie Iwana Nogawicy – trzeciego syna księcia Andrzeja Fiodorowicza Starodubskiego.
Syn Iwana Nogawicy – Iwan Iwanowicz Riapołowski w czasie wojen dynastycznych na Rusi Moskiewskiej w latach czterdziestych XV wieku stanął po stronie wielkiego księcia moskiewskiego Wasyla II Ślepego podczas walk z jego stryjem – Dymitrem Szemiaką – księciem galickim. Po oślepieniu Wasyla II, książę Iwan Riapołowski wywiózł rodzinę wielkiego księcia (małżonkę i dzieci) do Muroma, aby ich ochronić. Riapołowski zastawił nawet własny majątek, aby wykupić Wasyla II z niewoli Szemiaki. W 1485 roku podczas centralizacji państwa rosyjskiego przez Iwana III, księstwo riapołowskie zostało włączone do wielkiego księstwa moskiewskiego, a kniaziowie Riapołowscy stali się z udzielnych książąt – bojarami rosyjskimi. Jednym ze synów Iwana Riapołowskiego był kniaź Siemion Riapołowski. Dzięki zasługom swojego ojca uzyskał zaszczytny tytuł sługi. Siemion był wojewodą moskiewskim, a w 1477 roku brał udział w pochodzie Iwana III Srogiego na Nowogród Wielki. W 1494 r. dowodził moskiewskim poselstwem do wielkiego księcia litewskiego Aleksandra Jagiellończyka. W 1496 r. wysłano księcia Riapołowskiego na czele wojsk moskiewskich przeciwko chanowi kazańskiemu Mehmet Aminowi. Pozycja Siemiona na Kremlu uległa osłabieniu po śmierci w 1490 r. najstarszego syna Iwana III, którym był Iwan Młody. Pozostały po nim wdowa Helena Mołdawska i syn Dymitr. Siemion Riapołowski był ich zwolennikiem jeśli chodzi o następstwo tronu. Całkiem inne plany miała druga żona Iwana III – Zoe Paleolog. Chciała ona, aby Czapka Monomacha przypadła jej potomstwu. W 1498 r. zwyciężyła na dworze kremlowskim opcja wielkiej księżnej. Helena Mołdawska i jej synek trafili do ciężkiego więzienia w Moskwie, gdzie pozostali aż do śmierci. Ich zwolennicy, czyli książęta Riapołowscy i Patrikiejewy zostali zesłani do Biełooziera, gdzie w monastyrze postrzyżono ich na mnichów. Stary i chorowity Iwan III Srogi uczynił następcą tronu moskiewskiego swojego syna z drugiego małżeństwa – czyli Wasyla III. Siemion Riapołowski i jego teść – Iwan Patrikiejew zostali ścięci w 1499 r. Potomkami książąt Riapołowskich są rodziny noszące nazwiska: Striginy, Dubensky, Chiłkow i Tatiewyj.